# Tang Taizong

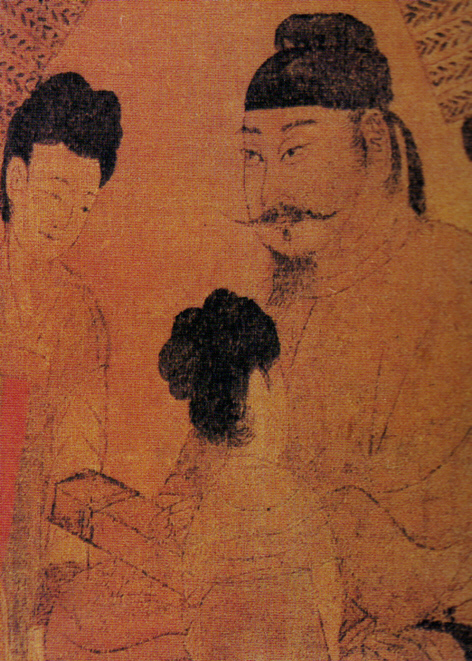
Kaiser Taizong (auf dem Thron). Zeitgenössisches Porträt von Yan Liben, Ausschnitt aus dem Gemälde Kaiser Taizong empfängt die Gesandtschaft aus Tibet von 641.

Der Tangkaiser Taizong (chinesisch 唐太宗, Pinyin Táng Tàizōng; * 23. Januar 599; † 10. Juli 649) war einer der bedeutendsten Herrscher Chinas. Er regierte von 626 bis 649.
Taizong war der Sohn von Lǐ Yuān; sein ursprünglicher Name war Lǐ Shìmín (李世民). Er stand hinter vielen Erfolgen seines Vaters und befehligte bereits dessen Truppen bei der Eroberung von Chang’an (617) und dem damit verbundenen Sturz der Sui-Dynastie. Im Jahr 621 gelang Li Shimin der Sieg über die Kriegsherren Dou Jiande und Wang Shichong, die letzten bedeutenden Gegner seines Vaters. Zur Belohnung machte ihn Li Yuan, der den Kaisernamen Gaozu angenommen hatte, zum zivilen und militärischen Statthalter der östlichen Ebene. Li Shimin begann bald mit dem Ausbau seines Hauptquartiers in Luoyang. Sein Beraterstab bestand aus erprobten Offizieren und Beamten. Außerdem ließ er in Luoyang eine Akademie erbauen.
Hierdurch kam es zur erbitterten Auseinandersetzung zwischen ihm und dem eigentlichen Kronprinzen Li Jiancheng, bei der ihn sein Vater nur ungenügend schützte. Im Juli 626 ermordete Li Shimin den Kronprinzen persönlich in einem Handgemenge am Xuanwumen-Tor, dem Eingang zum Kaiserpalast, das er mit seinen Anhängern besetzt hatte. Einer seiner Adjutanten tötete einen jüngeren Bruder. Die Söhne der beiden Prinzen wurden ermordet, das Volk durch Generalamnestie und vorübergehende Steuererleichterung begeistert und sein Vater so zur Abdankung gezwungen.
Im gleichen Jahr rückten die Göktürken unter dem Khan Xieli (reg. 619–630) an, um Tribut einzutreiben. Ende September 626 stand er mit angeblich 100.000 Mann vor der chinesischen Hauptstadt. Kaiser Taizong verwarf den Vorschlag, sich mit seinen wenigen Truppen in der Hauptstadt zu verschanzen und trat dem Khan offensiv am Wei-Fluss (Bian-Brücke) entgegen. Sein Bluff gelang, Xieli zog sich zurück; 629/30 konnte er schließlich abgesetzt und von chinesischen Truppen gefangen genommen werden.
Taizong galt als weitblickend und gerecht. Als Kaiser beschränkte er den Ehrgeiz seiner adligen Truppenführer durch ständige Beschäftigung und Manöver. Er ernannte bevorzugt Militärs niedriger Herkunft und übertrug ihnen auch nur zeitlich beschränkte Kommandos, z. B. an den nördlichen Grenzen. Sein Vater, Kaiser Gaozu, hatte die Verwaltung aufgebläht, um möglichst viele ehemalige Rebellenführer aus der Zeit des Dynastiewechsels mit Verwaltungsposten zufriedenzustellen. Da die Macht der Tang inzwischen abgesichert war, konnte Taizong die Verwaltung reorganisieren und straffen. Zu dem Zweck brachte er auch das Prüfungssystem für Staatsbeamte in eine verbindliche Form, so dass maximal 10 % der Kandidaten die Tests bestanden.
In Taizongs letzten Regierungsjahren kam es zur Entfremdung von seinen Ratgebern, die seine ständigen Kriege missbilligten.

## Religiöse Ansichten
Taizong war ein bekennender Taoist. Er förderte religiöse Toleranz und integrierte Elemente des Taoismus, Konfuzianismus und Buddhismus in seinen persönlichen Glauben, während er die Präsenz des Zoroastrismus, Judentums, Islams, des syrischen Christentums (einschließlich der Kirche des Ostens) und anderer Religionen des Nahen Ostens im Reich zuließ. So empfing er den weitgereisten Buddhistischen Mönch Xuanzang bei Hofe. 636 n. Chr. empfing er den nestorianischen Christen Olopön.

## Darstellung in Filmen
- Von Schauspieler Sean Lau in der TVB -Fernsehserie „The Grand Canal“ von 1987.
- Von Schauspieler Wilson Lam in der 1993 auf Taiwans TTV aus 54 Folgen bestehenden Fernsehserie Tang Taizong, Li Shimin.
- Von Schauspieler Peter Ho in der Fernsehserie „Der Prinz von Qin“ aus dem Jahr 2004, Li Shimin.